# Přerušovací lázeň

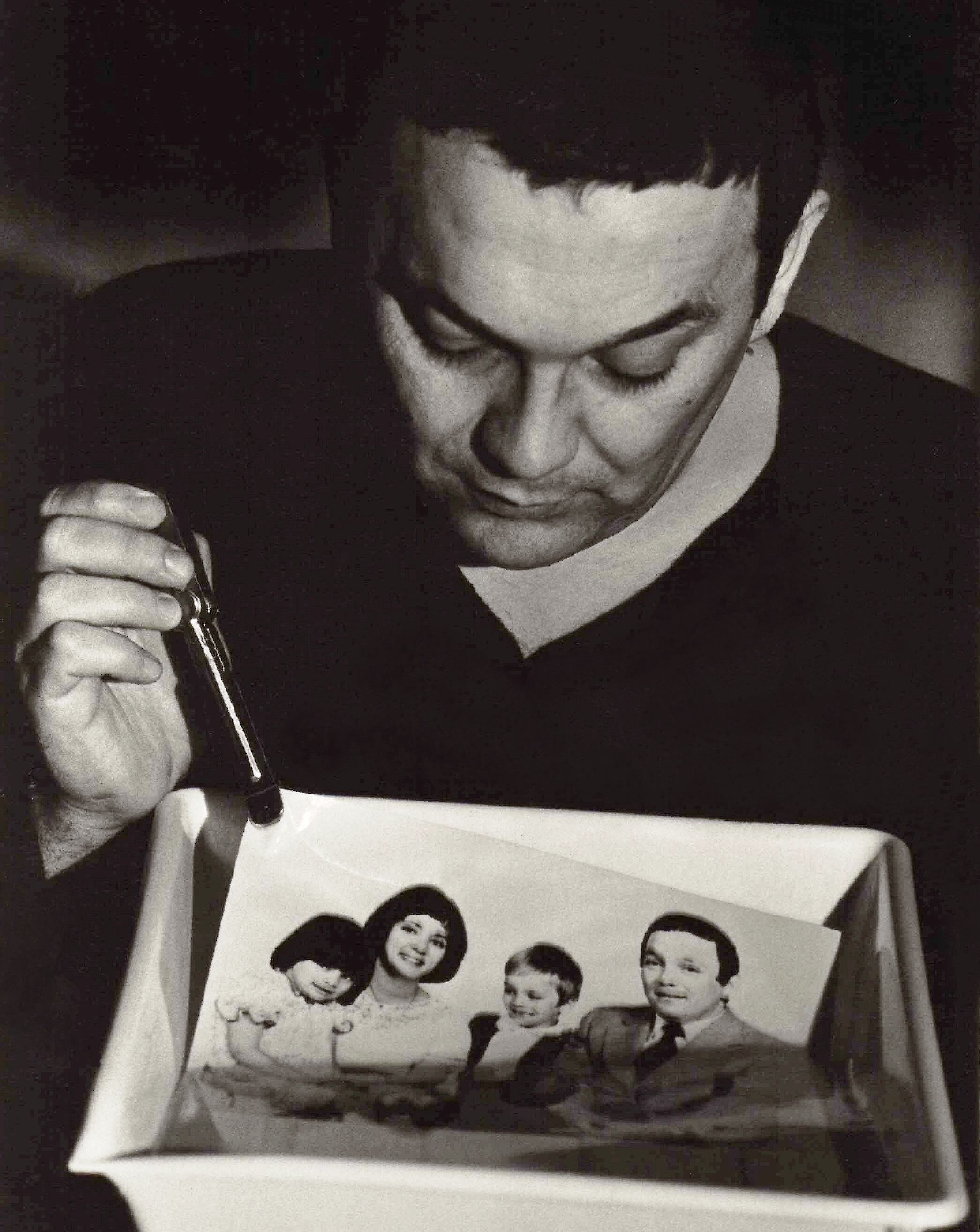
Oplachování černobílé fotografie v přerušovací lázni

Přerušovací lázeň, přerušovač nebo zastavovací lázeň je vodný roztok chemikálií, který ukončí působení vývojky na světlocitlivý materiál. V době působení přerušovače je latentní obraz již zviditelněný, ale zbytky vývojky a světlo by stále mohly po delší době způsobit zčernání všech částí obrazu. Po použití přerušovače ještě následuje aplikace ustalovače, který vymyje zbytky nezredukovaných stříbrných solí a světlé části obrazu pak už nemohou změnit barvu. Přerušovač má mírně kyselou reakci, aby okamžitě zastavil působení alkalických vývojek.
Přerušovací lázeň se používá i mezi použitím jednotlivých vývojek při vyvolávání inverzních a barevných materiálů.
Pro přerušení vyvíjení lze použít i čistou vodu, což ale způsobí jen silné zpomalení a nikoliv úplné zastavení vyvíjení. Před i po použití přerušovače však může být aplikováno opláchnutí vodou. Pro některé procesy může být dovyvíjení při oplachu dokonce žádoucí, proto se přerušovač aplikuje až po několikaminutové vodní lázni.

## Příklady přerušovacích lázní
- kyselina octová (2-3% vodný roztok) - pro černobílý negativ i pozitiv
- kyselina citronová (3-4% vodný roztok) - pro černobílý negativ i pozitiv
- siřičitan sodný (3% vodný roztok) - pro černobílý pozitiv
- pyrosiřičitan sodný (3% vodný roztok) - pro černobílý pozitiv
- kamenec chromito-draselný (3% vodný roztok) - pro černobílý negativ
- fosforečnan draselný (10% vodný roztok) - pro barevný pozitivní film
- benzenosulfonan sodný (0,2%) + fosforečnan sodný (1%) + fosforečnan draselný (1%) + sirnatan sodný (20%) - pro papíry Agfacolor 132
- sirnatan sodný (12,5%) + siřičitan sodný (0,5%) + kyselina octová (0,5%) - pro barevné filmy a papíry Fomacolor
- sirnatan sodný (30%) + pyrosiřičitan draselný (1,5%) + kyselina octová (1,5%) + borax (1,5%) + kamenec hlinito-draselný (1,5%) - barevný přerušovač Gevacolor G 55

(procenta jsou počítána z hmotnosti vody, v níž jsou rozpuštěny)